# Газонафтовий контакт
Газонафтовий контакт (ГНК), (рос.газонефтяной контакт, англ. gas-oil contact, gas-oil interface, gas-oil surface; нім. Gas-Ölgrenze f) — поверхня, яка розділяє нафту і газ (газову шапку) в нафтовому покладі.
Поверхня Г.к. умовна, оскільки між покладом нафти і газу є змішана зона нафтогазонасичення. В багатьох випадках поверхня Г.к. не горизонтальна, що пов'язано з неоднорідністю колекторів продуктивного пласта, умовами формування газонафтового покладу або наявністю регіонального руху вод у пластовій водонапірній системі, до якої приурочено поклад.
Для спостереження за переміщенням Г.к. в процесі експлуатації покладу періодично будуються карти поверхні Г.к.